# Гловацкий, Аркадиуш
Арка́диуш Рафал Глова́цкий (пол. Arkadiusz Rafał Głowacki; 13 марта 1979, Познань, ПНР) — польский футболист, защитник. Выступал в сборной Польши.

## Карьера

### Клуб
Дебют Гловацкого состоялся 7 мая 1997 года в «Лехе» в польской премьер-лиге против «Амика» Вронки. В 2000 году он перешёл в краковскую «Вислу». В 2005 году был выбран новым капитаном краковчан. В 2009 году получил приз лучшего защитника года.
15 июня 2010 года подписал контракт с турецким «Трабзонспором». Дебют Аркадиуша за турок произошёл в матче за Суперкубок Турции 2010. «Трабзонспор» разгромил «Бурсаспор» со счетом 3:0, Гловацкий провел на поле весь матч и получил жёлтую карточку на 84-й минуте.
Перед началом сезона 2012/2013 Аркадиуш Гловацкий вернулся в «Вислу», в которой выступал вплоть до завершения карьеры летом 2018 года.

### Сборная
За сборную впервые сыграл в 2002 году против Фарерских островов. Играл на чемпионате мира 2002, в отборе на чемпионат Европы 2004, чемпионат мира 2006 и чемпионат мира 2010. Перед чемпионатом Европы 2012 года был включен в список резервистов расширенной заявки сборной Польши, но в итоговую заявку не попал. Всего с 2002 года Гловацкий играл за сборную Польши 28 раз.